# Грађанска кућа у Ул. Масариковој 32
Грађанска кућа у Ул. Масариковој 32 је грађевина која је саграђена 1932. године. С обзиром да представља значајну историјску грађевину, проглашена је непокретним културним добром Републике Србије. Налази се у Лесковцу, под заштитом је Завода за заштиту споменика културе Ниш.

## Историја
Грађанска кућа је изграђена у центру Лесковца на Масариковом тргу број 32 где је некада била житна пијаца. Подигнута је 1932. године као стамбени објекат за трговачку породицу Станковић. На фасади куће је крупним словима исписано „Дом Миће Боке 1932”. Власник је био лесковачки гвожђарски трговац Тома Санковић познатији под надимком Мића Бока. Поседовао је гвожђарску радионицу у главној чаршији на Масариковом тргу и још неколико „Бокиних дућана” који су издавани под кирију. Кућа је високоприземна са мансардним простором, поседује два улаза: улични, степенишни са тремом и дворишни са великом терасом над којом је декоративни свод са стубовима и капителима. Ограда степеништа је од стубића и на њој је ваза за цвеће, на фасади је обимна декоративна пластика. Над прозорским отворима су венци и рељефи балустера у низу. Изнад надпрозорника је пластика у виду цветних венаца, на фасади између прозорских отвора су масивни пиластри. Изнад прозора су елипсоидни отвори за таван, а мансардни кров је обложен декоративним лимом. Ограда је од гвоздених елемената са стубовима и гвозденом улазном капијом. У централни регистар је уписана 23. априла 1991. под бројем СК 935, а у регистар Завода за заштиту споменика културе Ниш 19. фебруара 1991. под бројем СК 283.